# Thomas Harlan
Pour les articles homonymes, voir Harlan.
Thomas Christoph Harlan, né le 19 février 1929 à Berlin et mort le 16 octobre 2010  à Schönau am Königssee, en Bavière, est un réalisateur, dramaturge et écrivain allemand. 

## Biographie
Fils du cinéaste officiel du régime nazi Veit Harlan et de l'actrice Hilde Körber, Thomas Harlan découvre en 1945 que « les films de son père ont été des instruments de l'extermination des Juifs ». Cet événement va déterminer l'essentiel de son travail de réalisateur et de romancier soucieux de dénoncer les criminels de guerre.
Après des études de philosophie et de mathématiques, à Tübingen en 1947 et à Paris en 1948, il travaille notamment pour la radio française. En 1959, à Berlin, à l'occasion d'une représentation de sa pièce Moi-même et non un ange. Chronique du ghetto de Varsovie, il met en cause plusieurs personnalités de la République fédérale allemande qu'il accuse de collaboration avec le pouvoir nazi. Indésirable dans son pays, il séjourne au Portugal où il réalise en 1975 un premier long métrage. Revenu en Allemagne en 1978, il tourne son deuxième film, Wundkanal, sorti de façon quasi confidentielle en 1985.
Malade, contraint de rester dans un sanatorium, il consacre les dix dernières années de sa vie à l'écriture.

## Filmographie
Scénariste
- 1955 : L'Espion de Tokyo (de) de Veit Harlan

Réalisateur
- 1975 : Torre Bela
- 1984 : Wundkanal
- 1991 : Souvenance

## Publications
- Heldenfriedhof
- Die Stadt Y’s
- Rosa, traduit par Marianne Dautrey, éd. de L'Arachnéen, 2015.
- Veit. D'un fils à son père dans l'ombre du « Juif Süss », traduit par Élisabeth Willenz, Capricci, 2013
- Une vie après le nazisme, Entretien avec Jean-Pierre Stephan, Capricci 2015